# Мюридия
Мюридия (араб. المريدية‎, волоф. Yoonu murit) — суфийский суннитский религиозный орден (тарикат) преимущественно распространенный в Сенегале и Гамбии. Тарикат является отдельной ветвью ордена Кадирия. Братство было основано в XIX веке шейхом Амаду Бамба Мбаке (1853—1927) и сегодня представляет одну из самых экономически и социально влиятельных сил в Сенегале. Орден доминирует в целых секторах экономики, таких как например транспорт.
Одной из религиозных традиций членов братства является ежегодное паломничество в основанный шейхом Амаду Бамбой город Туба в центральном Сенегале по случаю Великого Магала Тубы, который отмечает отъезд шейха в изгнание в 1895 году под давлением французских колониальных властей.
Основатель тариката шейх Амаду Бамба Мбаке являлся ашаритским богословом и маликитским факихом, признанным в свое время кутбом (полюсом святости) и несущего ответственность за возрождение ислама в Сенегале и Гамбии в момент окончательного утверждения там колониального господства Франции.